# Promicrogaster terebrator
Promicrogaster terebrator is een insect dat behoort tot de orde vliesvleugeligen (Hymenoptera) en de familie van de schildwespen (Braconidae). De wetenschappelijke naam van de soort werd voor het eerst geldig gepubliceerd in 1913 door Charles Thomas Brues en Charles Howard Richardson in 1913, tegelijk met die van het geslacht Promicrogaster. Het type werd in 1911 verzameld door H.E. Crampton in Chenopowu, Brits-Guiana. Het vrouwelijke exemplaar had een lichaamslengte van 6,5 mm en een lange ovipositor van 6 mm.